# Rogério Miranda Silva
Rogério Miranda Silva (sinh ngày 24 tháng 12 năm 1984) là một cầu thủ bóng đá người Brasil.

## Sự nghiệp câu lạc bộ
Rogério Miranda Silva đã từng chơi cho Vissel Kobe.

## Thống kê câu lạc bộ

### J.League
| Đội         | Năm       | J.League | J.League | J.League Cup | J.League Cup | Tổng cộng | Tổng cộng |
| Đội         | Năm       | Trận     | Bàn      | Trận         | Bàn          | Trận      | Bàn       |
| ----------- | --------- | -------- | -------- | ------------ | ------------ | --------- | --------- |
| Vissel Kobe | 2011      | 11       | 0        | 2            | 1            | 13        | 1         |
| Tổng cộng   | Tổng cộng | 11       | 0        | 2            | 1            | 13        | 1         |